# 17. bataljon vojaške policije Slovenske vojske
17. bataljon vojaške policije Slovenske vojske (kratica: 17. BVP SV) je vojaška formacija vojaške policije Slovenske vojske; bataljon je nastanjen v Vojašnici Edvarda Peperka v Mostah.

## Zgodovina
1. februarja 1999 je bil bataljon premeščen v 1. brigado Slovenske vojske. 5. februarja 1999 je bataljon prejel bojni prapor.

## Razvoj
- 107. četa vojaške policije SV
- 17. bataljon vojaške policije SV

## Poveljstvo
Poveljniki
- podpolkovnik Dean Groff (1999)
- polkovnik Franjo Lipovec (? - junij 2001)
- podpolkovnik Bojan Gregorič (junij 2001 - 22. julij 2004)
- major Vojko Adamič (22. julij 2004 - )
- podpolkovnik Marjan Sirk (? - 14. april 2010[1])
- major Robert Klinar (14. april 2010[1] - danes)

## Organizacija
- poveljstvo
- 1. četa vojaške policije
- 2. četa vojaške policije
- 3. četa vojaške policije
- poveljniško-logistični vod